# 하버드 대학의 공부벌레들 (영화)
《하버드 대학의 공부벌레》(영어: The Paper Chase)(영화)는 1973년에 개봉된 미국의 영화이다. 하버드 로스쿨을 배경으로 하여 하버드 로스쿨 JD 학생들의 도전과 좌절을 다루는 내용을 담고 있다.

## 줄거리
미국 로스쿨의 교육방법인 소크라틱 메소드를 사용하고 엄격하기로 유명한 킹스필드 교수가 강의를 하고, 학생들이 힘겹게 공부하는 장면들이 주로 나온다. 킹스필드 교수는 학생을 지목해서 "하트군, 1936년 피터 와그너 법을 제정하여 노동3권을 인정하고, 사용자의 부당노동행위를 규정한 노동법 제정의 의미를 설명해보게"(예를 들어 설명하면)라고 말씀하기 때문에, 학생들은 언제나 법학공부를 해야 한다.
미네소타 대학교에서 학부를 마치고 하버드 로스쿨에 입학한 주인공 하트가 맥주집에서 일하며 학비를 벌고, 친구들과 킹스필드 교수 및 킹스필드 교수의 딸과 얽히면서 성장하는 내용이다.

## 출연

### 주연
- 티머시 보텀스
- 린지 와그너

### 조연
- 존 하우스먼
- 그레이엄 백켈
- 제임스 노턴
- 에드워드 허먼
- 크레이그 리처드 넬슨
- 로버트 리디어드
- 레니 베이커
- 데이비드 클레넌
- 블레어 브라운

## 기타
- 원작자: 존 제이 오즈번 주니어
- 협력프로듀서: 필립 L. 파슬로
- 미술: 조지 젱킨스
- 배역: 퍼트리샤 페인